# Château de Grane
Le château de Grane est un château médiéval du XIVe siècle situé sur la commune de Grane, dans le département de la Drôme en région Auvergne-Rhône-Alpes.

## Historique
Le château, construit à la fin du XIVe siècle a été pendant quatre siècles la propriété des comtes de Poitier-Valentinois[source insuffisante]. Le dernier de la famille a y avoir habité fut Louis II de Poitiers-Valentinois (1354-1419) qui, sans descendance masculine, légua le 11 août 1404, ses biens au roi Charles VI, également dauphin du Viennois.
À 62 ans, il est pris en otage et retenu prisonnier dans son propre château par son cousin Jean de Poitiers (1390-1447), seigneur de Saint-Vallier. Sa capture se fait avec la complicité de son frère Jean, évêque de Valence, qui attendait à la porte avec une escorte de 26 ou 27 cavaliers armés.
En 1447, les comtés sont rattachés par Louis XI à la France. À cette date, le château avait tant souffert des guerres, des sièges et du manque d'entretien qu'il est en ruine. Le roi ordonne donc des réparations ; les travaux durent de 1477 à 1516[réf. nécessaire].
En 1548, Henri II donne Grane et les comtés à sa favorite Diane de Poitiers. Les guerres de Religion y sèment la dévastation. Vers la fin du XVIe siècle, les murailles et le château féodal sont démantelés[source insuffisante].
En mai 1574, Montbrun, chef des protestants, s’empare du château. En réaction, Henri III charge François de Bourbon, duc de Montpensier, de venger l’affront. Celui ci arrive avec une armée de 7 000 hommes composée de Suisses, Italiens, Piémontais, Allemands, véritables mercenaires vivant surtout de pillages. Le duc confie cette armée au maréchal de Bellegarde qui installe son quartier général à Chabrillan[réf. nécessaire].
Grane résiste contre cet assaut mais au bout de cinq jours les catholiques pénètrent dans la place,.
En 1792, l'avocat grenoblois Pierre-François Duchesne (député sous le Directoire et président du Tribunat sous le Consulat) achète le château et son domaine[source insuffisante].

## Protection
L'ensemble du domaine comprenant : le château dans le village avec ses cours, son jardin et sa terrasse, les murs de clôture et de soutènement ; le pont, le parc, son mur de clôture, ses terrasses, les différents cheminements et points de vue ; les aménagements hydrauliques de l'ensemble du domaine ; la maison forte et la glacière font l'objet d'une inscription au titre des monuments historiques par arrêté du 30 novembre 1999.

## Description

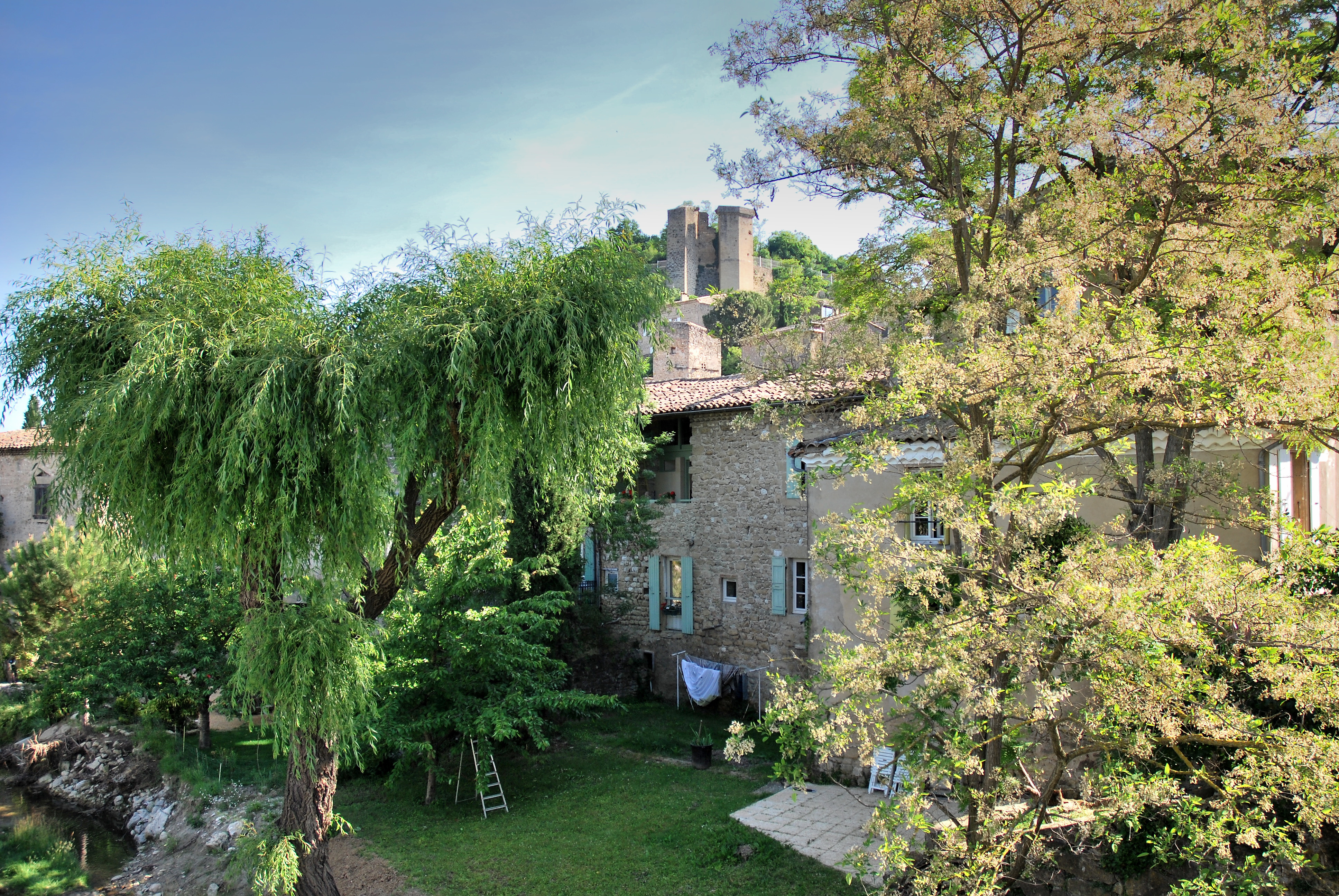
Vue sur les tours du château.
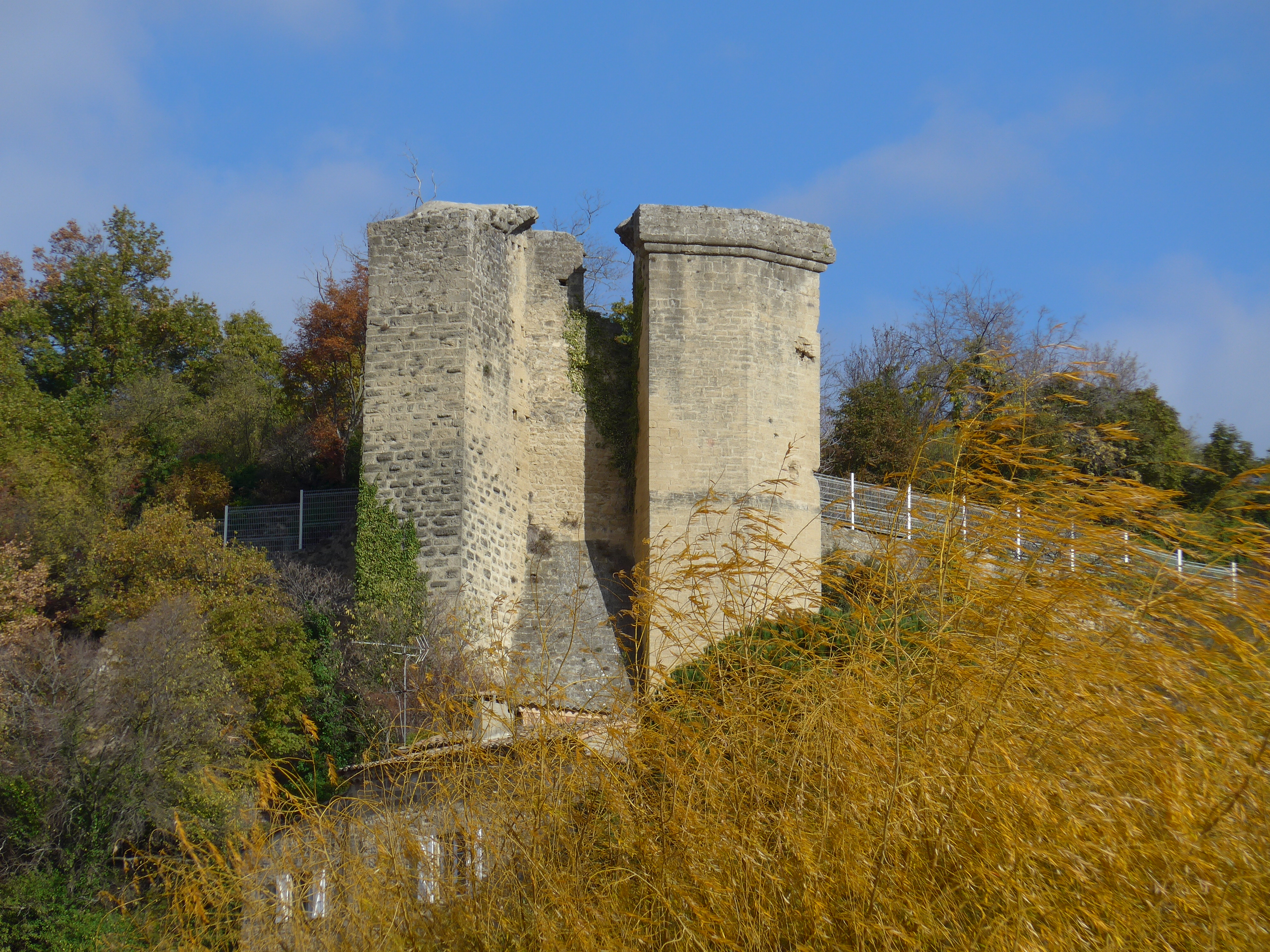
Château du domaine de Plaisance, Grane.
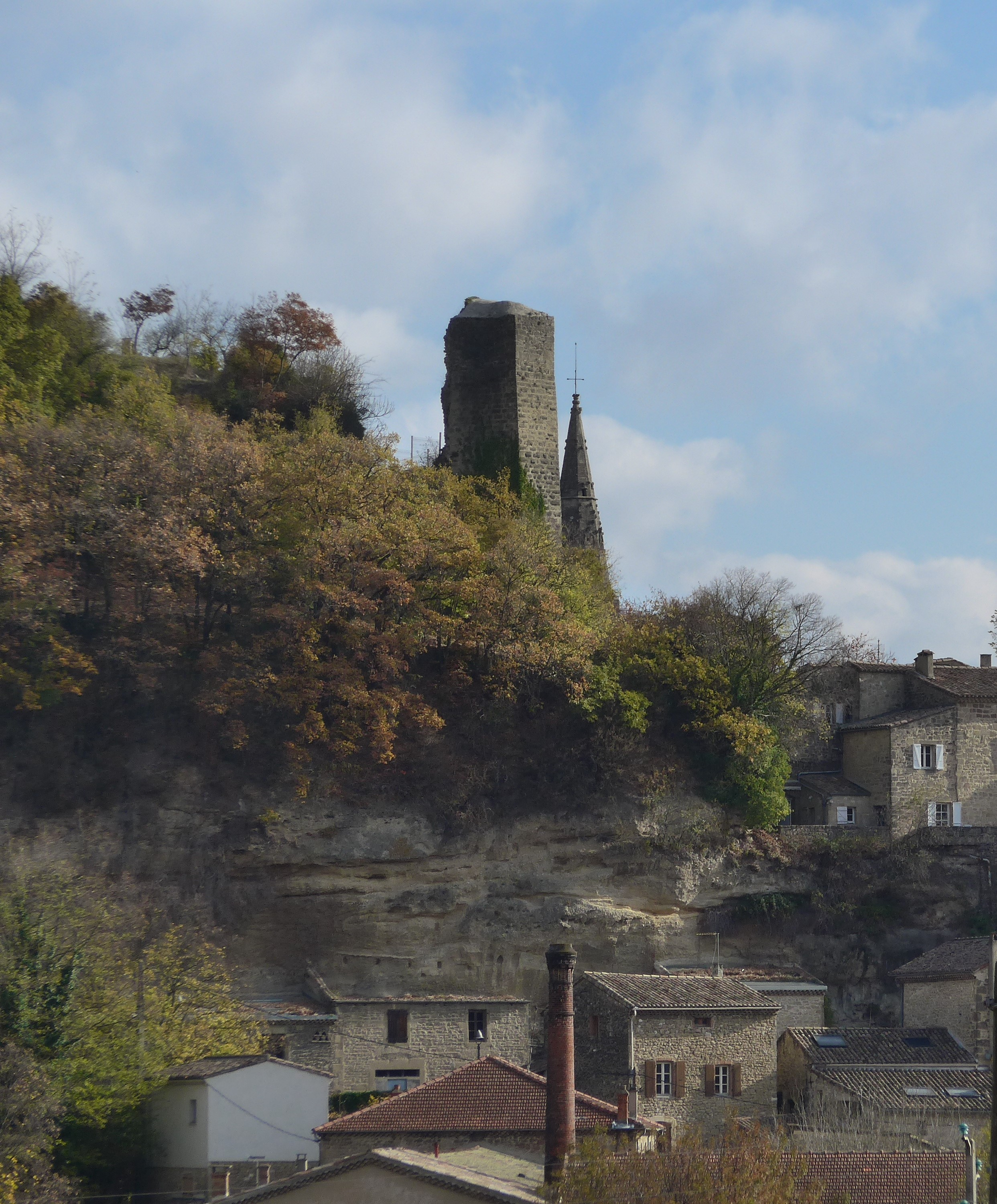
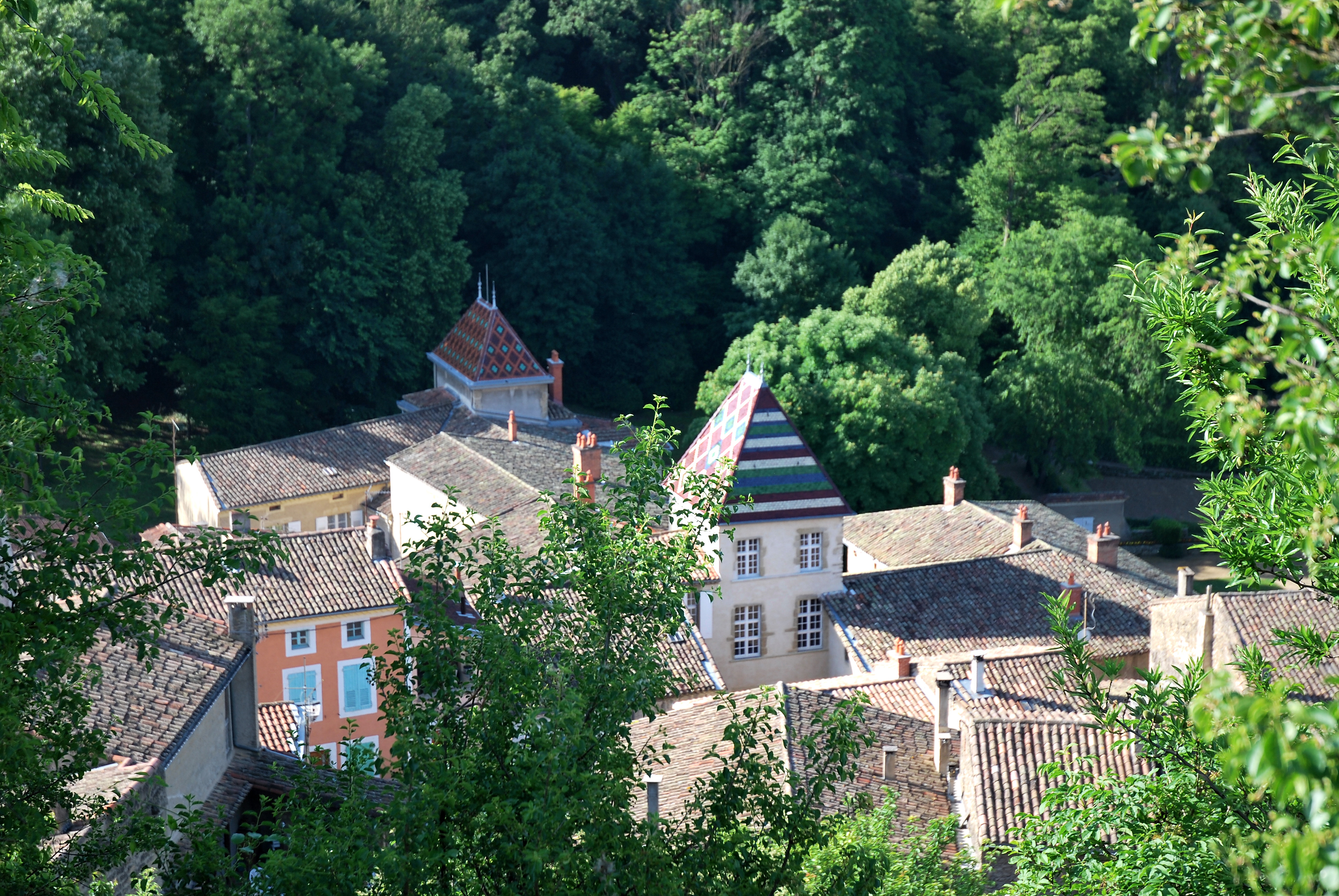
Toit du nouveau château.